# Skotniki Górne
Skotniki Górne – wieś w Polsce położona w województwie świętokrzyskim, w powiecie buskim, w gminie Wiślica.
| SIMC    | Nazwa     | Rodzaj    |
| ------- | --------- | --------- |
| 0277411 | Bezgłowie | część wsi |

W latach 1975–1998 miejscowość administracyjnie należała do województwa kieleckiego.